# Federación de Mujeres Cubanas
Federación de Mujeres Cubanas (FMC), fritt översatt federation för kubanska kvinnor, grundades 1960 med Vilma Espín som ordförande. Målet var att integrera kvinnor i revolutionen, bland annat genom att träna kvinnor att ta jobb inom yrken såsom lantbruk, konstruktion och utbildning, främja läskunnighet och förbättra hälsan.